# Englische Hockeynationalmannschaft der Damen

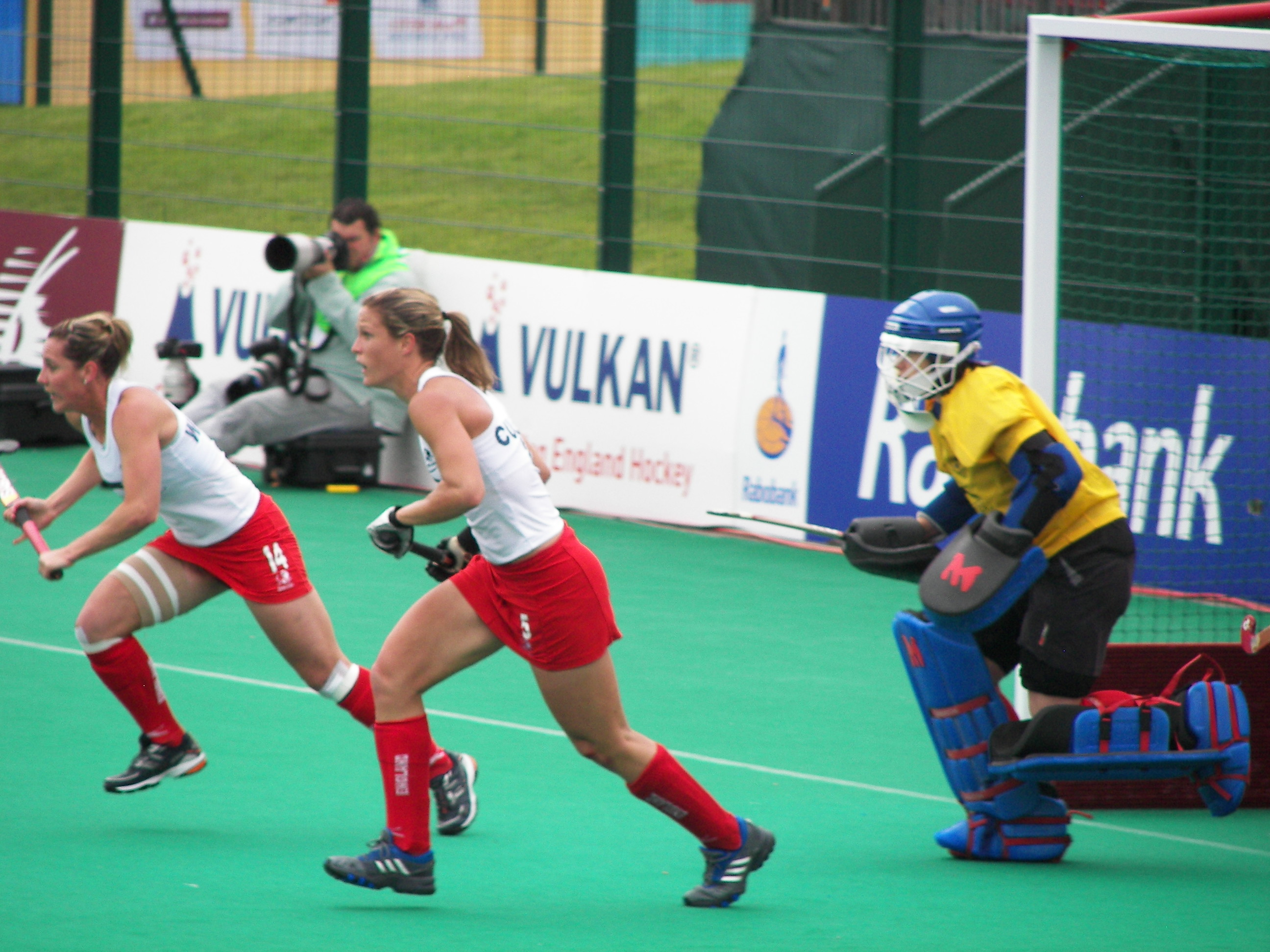
Spielszene aus dem Spiel um Platz drei der Feldhockey-Europameisterschaft der Damen 2007 Spanien gegen England

Die englische Hockeynationalmannschaft der Damen vertritt England in internationalen Wettbewerben.
Aktuell rangiert England auf Platz 6 der Welt- und Platz 1 der Europarangliste.

## Ergebnisse

### Weltmeisterschaften
- 1971 – Platz 4
- 1972 und 1974 – nicht teilgenommen
- 1975 – Gold[2]
- 1976 und 1978 nicht teilgenommen
- 1979 – Platz 6
- 1981 – nicht teilgenommen
- 1983 – Platz 5
- 1986 – Platz 5
- 1990 – Platz 4
- 1994 – Platz 9
- 1998 – Platz 9
- 2002 – Platz 5
- 2006 – Platz 7
- 2010 – Bronze
- 2014 – Platz 11
- 2018 – Platz 7
- 2022 – Platz 8

### EM
- 1984 – Platz 4
- 1987 – Zweiter
- 1991 – Europameister
- 1995 – Platz 4
- 1999 – Dritter
- 2003 – Platz 4
- 2005 – Dritter
- 2007 – Dritter
- 2009 – Dritter
- 2011 – Dritter
- 2013 – Zweiter
- 2015 – Europameister
- 2017 – Dritter
- 2019 – Platz 4
- 2021 – Platz 5
- 2023 – Platz 4
- 2025 – Platz 5

### Champions Trophy
- 3. Platz 2010

### Commonwealth Games
- 1998 – Silber
- 2002 – Silber
- 2006 – Bronze
- 2010 – Bronze
- 2014 – Silber
- 2018 – Bronze
- 2022 – Gold

### Champions Challenge
- 2002 – Gold
- 2003 – nicht teilgenommen
- 2005 – Platz 4
- 2007 – Bronze

## Berühmte Spielerinnen
- Lottie Dod, Gründungsmitglied der Mannschaft
- Karen Brown, mit 355 Spielen Weltrekordspielerin
- Jane Sixsmith MBE

## Trainer
Aktuell ist Danny Kerry Cheftrainer, ihm assistieren Karen Brown und Craig Parnham.